# Mrówczyno
Mrówczyno (kaszb. Mrówczëno lub Jachtôrzowò, niem. Jägerhof) – osada w Polsce położona w województwie pomorskim, w powiecie słupskim, w gminie Damnica na Pobrzeżu Słowińskim. Wieś jest częścią składową sołectwa Świecichowo.
W latach 1975–1998 miejscowość administracyjnie należała do województwa słupskiego.

## Nazwa
Nazwa jest tzw. chrztem nazewniczym i ma charakter pseudotopograficzny. Powstała przez dodanie do nazwy pospolitej mrówka formantu -ino. Pierwotna niemiecka nazwa Jägerhof, wzmiankowana po raz pierwszy w 1937, ma charakter kulturowy i wywodzi się od nazwy pospolitej Jägerhof „gajówka, domek myśliwski”.
Rada Języka Kaszubskiego proponuje opartą na polskiej kaszubską formę nazwy Mrówczëno.